# Lijst van voetbalinterlands Australië - Nieuw-Caledonië
Deze lijst van voetbalinterlands is een overzicht van alle voetbalwedstrijden tussen de nationale teams van Australië en Nieuw-Caledonië. De landen hebben tot op heden zeven keer tegen elkaar gespeeld. Omdat Nieuw-Caledonië nog geen lid was van de FIFA gelden deze wedstrijden niet als officiële interlands voor Australië.

## Wedstrijden
| № | Plaats   | Datum             | Competitie                   | Wedstrijd                   | Uitslag |
| - | -------- | ----------------- | ---------------------------- | --------------------------- | ------- |
| 1 | Nouméa   | 15 augustus 1933  | Vriendschappelijke wedstrijd | Nieuw-Caledonië − Australië | 1 − 2   |
| 2 | Nouméa   | 20 september 1933 | Vriendschappelijke wedstrijd | Nieuw-Caledonië − Australië | 2 − 4   |
| 3 | Nouméa   | 29 september 1933 | Vriendschappelijke wedstrijd | Nieuw-Caledonië − Australië | 3 − 7   |
| 4 | Nouméa   | 23 oktober 1970   | Vriendschappelijke wedstrijd | Nieuw-Caledonië − Australië | 1 − 3   |
| 5 | Nouméa   | 25 oktober 1970   | Vriendschappelijke wedstrijd | Nieuw-Caledonië − Australië | 0 − 1   |
| 6 | Nouméa   | 24 februari 1980  | OFC Nations Cup 1980         | Nieuw-Caledonië − Australië | 0 − 8   |
| 7 | Auckland | 8 juli 2002       | OFC Nations Cup 2002         | Australië − Nieuw-Caledonië | 11 − 0  |

## Samenvatting
| Competitie        | Totaal gespeeld | Winst Australië | Gelijk | Winst Nieuw-Caledonië | Doelsaldo Australië – Nieuw-Caledonië |
| ----------------- | --------------- | --------------- | ------ | --------------------- | ------------------------------------- |
| OFC Nations Cup   | 2               | 2               | 0      | 0                     | 19 − 0                                |
| Vriendschappelijk | 5               | 5               | 0      | 0                     | 17 − 7                                |
| Totaal            | 7               | 7               | 0      | 0                     | 36 − 7                                |

Wedstrijden bepaald door strafschoppen worden, in lijn met de FIFA, als een gelijkspel gerekend.